# John Braid
John Braid (* 29. Januar 1869 in Kirkcaldy; † 9. April 1960 in Edinburgh) war ein britischer Cricketspieler aus Schottland, der vor allem in Frankreich aktiv war.

## Erfolge
John Braid nahm als Mitglied einer Mannschaft, die hauptsächlich aus Exil-Briten bestand und durch die Union des sociétés françaises de sports athlétiques ausgewählt wurde, an einem Cricketspiel im Rahmen der Weltausstellung 1900 in Paris teil. Dort traf die Mannschaft auf die Devon & Somerset County Wanderers (D&SCW), die sich auf einer Club-Tour in Frankreich befanden. Die Mannschaft der Union des sociétés françaises de sports athlétiques wurde dabei als Frankreich bezeichnet, der Gegner als England. 1912 wurde die Partie nachträglich als Bestandteil der Olympischen Spiele 1900 klassifiziert. Mit 158 Runs setzte sich das englische Team durch, womit Braids Mannschaft, zu der außerdem noch William Anderson, William Attrill, W. Browning, Robert Horne, Timothée Jordan, Arthur MacEvoy, Douglas Robinson, H. F. Roques, Alfred Schneidau, Henry Terry und Philip Tomalin gehörten, die Silbermedaille erhielt. Braid selbst, der in beiden Innings zum Einsatz kam, erzielte insgesamt 32 Runs, davon 25 im ersten und 7 im zweiten Innings.
Braid lebte und arbeitete in Paris. Geboren war er allerdings in Schottland, wo er auch starb.